# Stipa pinetorum
Stipa pinetorum là một loài thực vật có hoa trong họ Hòa thảo. Loài này được M.E.Jones miêu tả khoa học đầu tiên năm 1895.